# Cathédrale Notre-Dame-de-Lourdes de Daegu
Cette  cathédrale n’est pas la seule cathédrale Notre-Dame-de-Lourdes.
La cathédrale Gyesan-dong Notre-Dame-de-Lourdes de Daegu (en hangeul : 계산동 성당) est une importante église catholique de la ville de Daegu (Taegu), en Corée du Sud. Fondée par des missionnaires catholiques français des Missions étrangères de Paris, elle est le siège de l'archidiocèse de Daegu. Elle est consacrée à Notre-Dame de Lourdes.

## Histoire

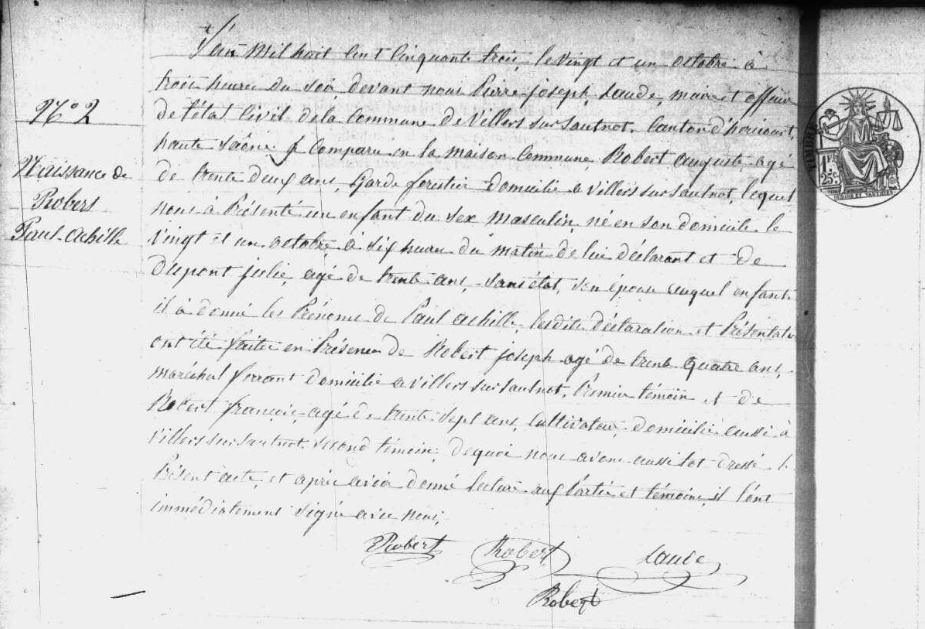
Acte de naissance de Paul Achille Robert né le 21 octobre 1853 à Villers-sur-Saulnot (Haute-Saône, France).

La fondation de l'église catholique Gyesan de Daegu remonte au XIXe siècle. Elle est construite par le prêtre français Achille Paul Robert (1853-1922). Né le 21 octobre 1853 à Villers-sur-Saulnot (Haute-Saône), fils d'Auguste Robert et de Julie Dupont, le père Achille Robert, appartenant aux Missions étrangères de Paris, est venu à Daegu pour l’œuvre missionnaire catholique.
En 1899, le bâtiment de l’église est construit avec du bois en utilisant une architecture de style coréen, mais un incendie le détruit quelques mois après le début de la construction. Le prêtre Robert crée alors une nouvelle église et importe des vitraux et du fer galvanisé de France et de Hong Kong, car on trouvait difficilement ce type de matériaux de construction en Corée. L'église est finalement achevée en 1902, trois ans après le début du projet, et elle est un témoignage de l'architecture des années 1900 à Daegu.

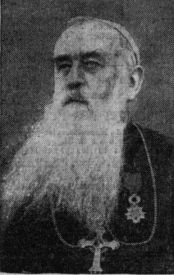
Monseigneur Florian Demange (MEP), premier vicaire apostolique de Taegu.

La cathédrale Gyesan joue un rôle central dans la promotion du catholicisme dans la région de Yeongnam. En 1911, elle devient la principale paroisse catholique de la région de Daegu, avec le Père Robert comme premier prêtre en chef. Des statues commémorant ce prêtre français se trouvent dans le presbytère et une salle commémorative nommée « Gwandeokjeong » contient les restes de 65 martyrs catholiques de Corée. C'est pendant l'année 1911 que le premier vicaire apostolique de Daegu, le prêtre français Florian Demange (1875-1938) prend ses fonctions, de 1911 à 1938, puis il est remplacé par le père Jean-Germain Mousset (1876-1957). Le Père Robert, le Père Demange et le Père Mousset sont tous les trois enterrés dans le cimetière de la cathédrale.

## Architecture

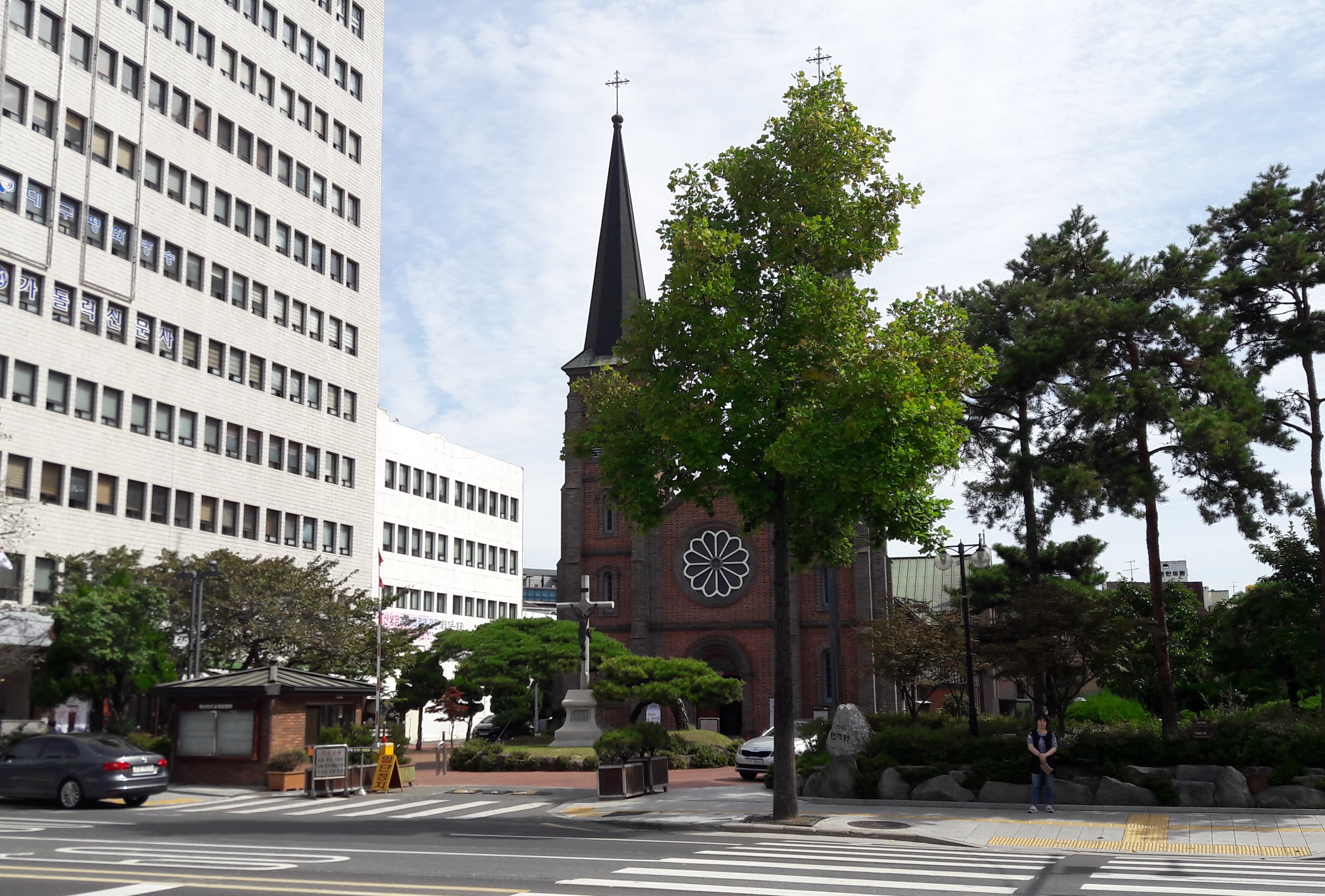
Vue extérieure de la cathédrale

L’église est en forme de croix latine, avec une nef et des transepts des deux côtés. Elle est à prédominance romane mais elle présente également quelques éléments architecturaux gothiques tels que des vitraux et des pinacles. Classée Trésor national historique no 290, la cathédrale a une valeur très importante pour le patrimoine de la ville de Daegu.